# JAMA (библиотека)
JAMA (англ. Java Matrix Library — библиотека матриц на языке Java) — библиотека функций линейной алгебры. Библиотека создана в NIST и является общественным достоянием.

## Особенности
Библиотека существует в двух версиях: на языке Java (собственно JAMA) и библиотека шаблонов на языке C++ (JAMA/C++). Версия на C++ использует Template Numerical Toolkit, разработанный там же. Версия на Java выполняет низкоуровневые операции сама.
Основные операции, выполняемые библиотекой:
- LU-разложение
- обращение матриц
- вычисление определителей
- вычисление собственных значений и собственных векторов
- QR-разложение
- разложение Холецкого
- сингулярное разложение

Поскольку JAMA не содержит ничего, кроме заголовочных файлов с шаблонами, библиотека не требует компиляции. Поскольку все классы используют шаблоны, одинаково легко использовать матрицы и вектора с элементами типа float, double или описанных пользователем типов.

## История развития
Первый выпуск библиотеки был представлен 5 августа 1998 года.
С 2000 года библиотека почти не развивается, производится только нерегулярное исправление замеченных ошибок.

## Альтернативы
Еще одним проектом NIST, а также, альтернативой JAMA, является библиотека Jampack, более гибкая в плане расширения функциональности.

## Примеры использования
Сингулярное разложение:
```
SingularValueDecomposition
 
s
 
=
 
matA
.
svd
();

Matrix
 
U
 
=
 
s
.
getU
();

Matrix
 
S
 
=
 
s
.
getS
();

Matrix
 
V
 
=
 
s
.
getV
();

```

Умножение матриц:
```
Matrix
 
result
 
=
 
A
.
times
(
B
);

```